# Inspicjent

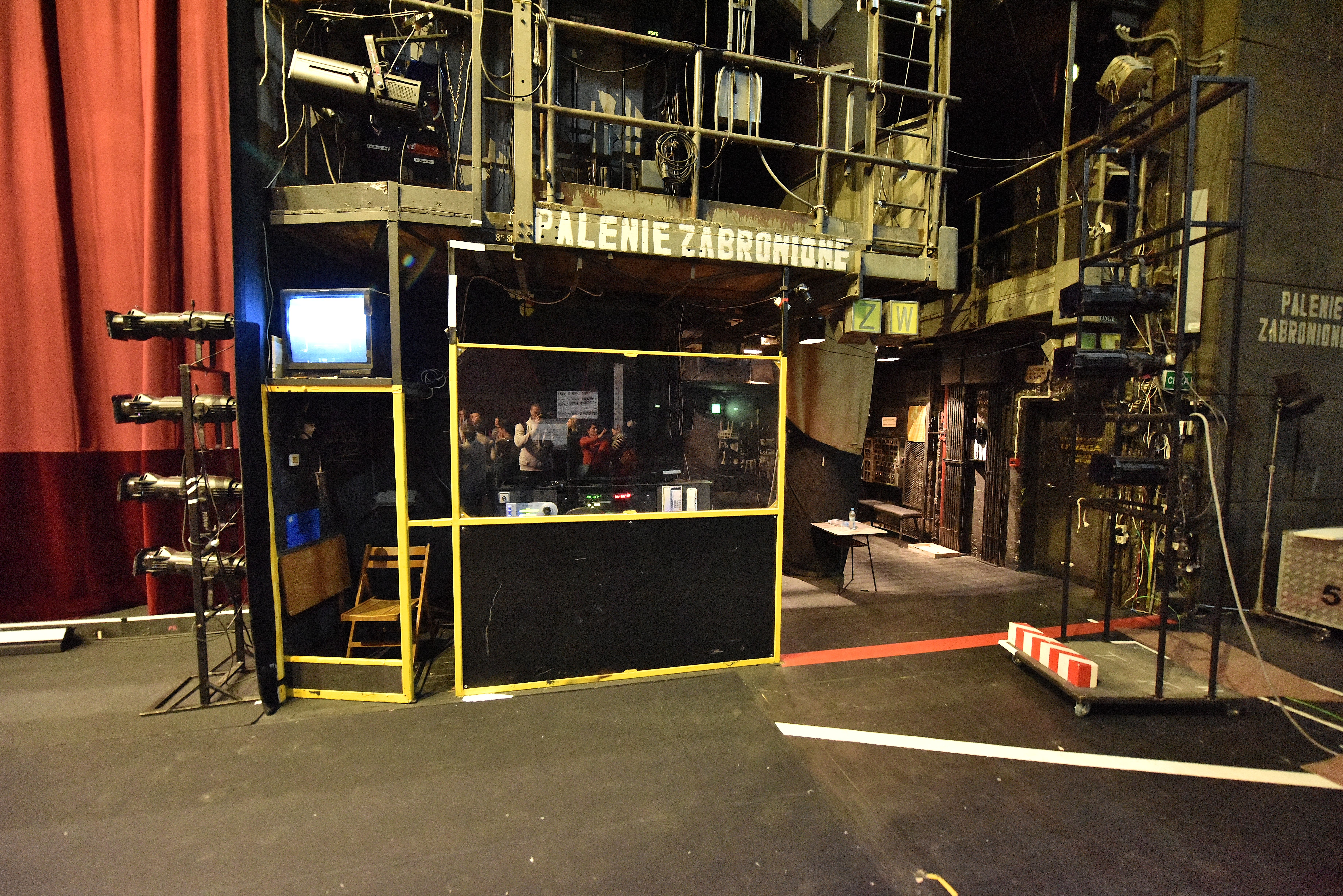
Budka inspicjenta w Teatrze Wielkim w Warszawie

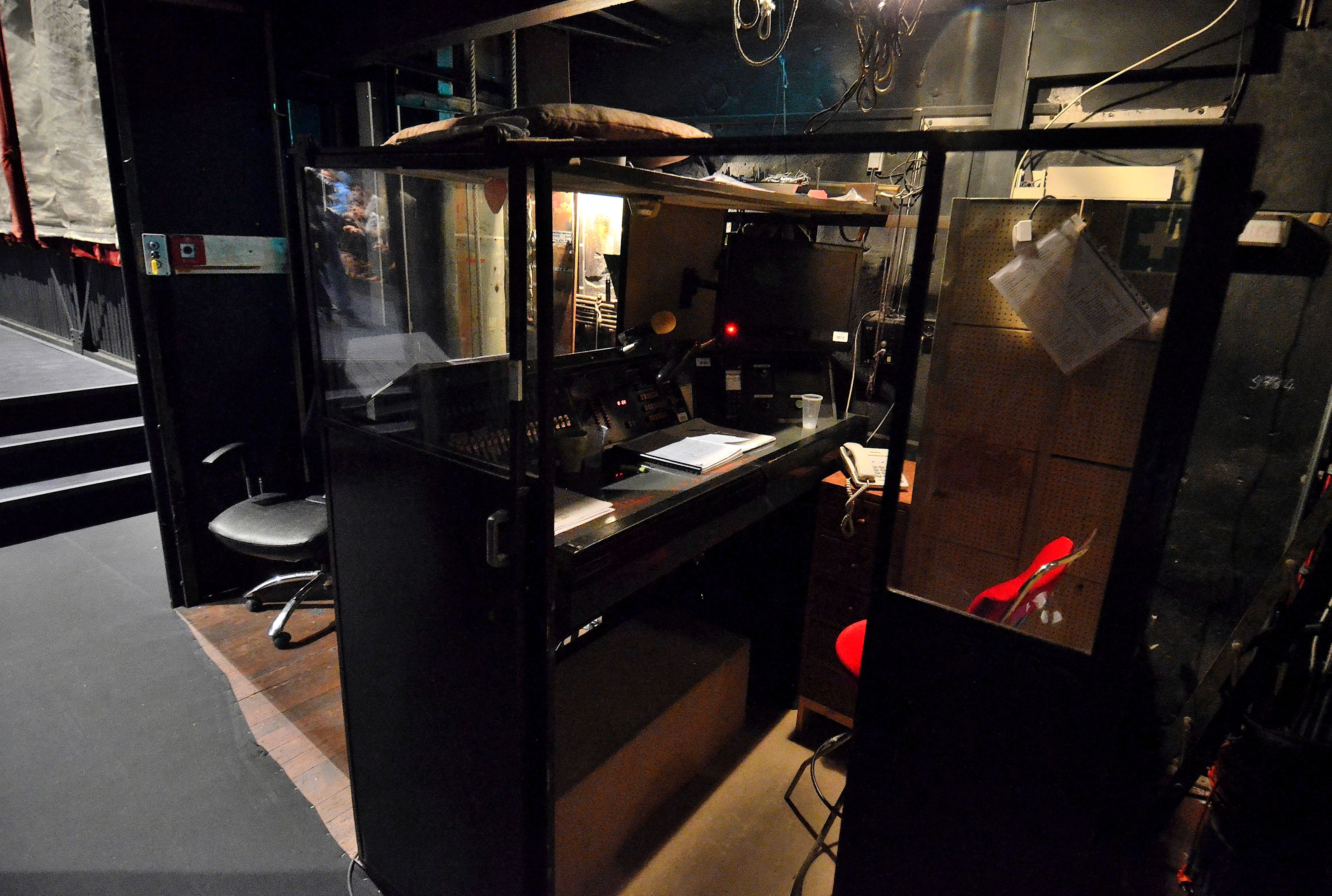
Budka inspicjenta w Teatrze Polskim w Warszawie

Inspicjent – w teatrze lub operze osoba odpowiadająca za koordynację i zgodność z planem przebiegu przedstawienia, pracownik teatru czuwający nad techniczną i organizacyjną stroną przedstawienia. Podczas trwania spektaklu jest najważniejszą osobą w teatrze, od niego zależy pomyślność wszystkich wejść aktorów lub solistów i zmian dekoracji. Inspicjent przywołuje przez specjalny system nagłaśniający, słyszalny tylko za kulisami, zarówno zespoły artystyczne, jak i technikę. Inspicjent jest osobą, która wie wszystko o spektaklu, jest obecna od początku jego powstawania, do ostatniego pokazu.
Jego miejsce jest za kulisami w tzw. budce inspicjenta lub inaczej inspicjenturze.
Nazwa pochodzi od łacińskiego słowa „inspiciens”, inaczej nadzorujący.

## Historia
Początkowo pracą teatru zarządzali aktorzy i autorzy sztuki. Stanowisko inspicjenta pojawiło się w teatrze w XVII w.. Jednak dopiero w XVIII w. zatrudniono osobę odpowiedzialną za zarządzanie sceną na stanowisko inspicjenta. Z czasem stanowisko to zostało rozdzielone na reżysera i inspicjenta.

## Obowiązki
Inspicjenci są członkami zespołu artystycznego i podlegają bezpośrednio dyrektorowi artystycznemu lub naczelnemu. Takie miejsce w strukturze teatru związane jest ze specyfiką pracy, która wymaga autonomii od zespołu aktorskiego, technicznego i administracyjnego/organizacyjnego/produkcyjnego. Inspicjenci koordynują przebieg prób i spektakli.
Do obowiązków inspicjenta należy:
- prowadzenie prób produkcyjnych spektaklu poprzez koordynację działań zespołu aktorskiego, realizatorów i zespołu technicznego; kontrola wszystkich elementów wchodzących w skład powstającego spektaklu, tj. scenografii, rekwizytów, kostiumów, zmian technicznych, ruchu scenicznego.
- w trakcie prób produkcyjnych do spektaklu inspicjenci tworzą egzemplarz inspicjencki spektaklu, w którym znajdują się wszystkie zmiany techniczne spektaklu, wejścia i zejścia aktorów, ruch sceniczny, plan scenografii, opis rekwizytów, opis kostiumów i inne informacje dotyczące przebiegu spektaklu;
- prowadzenie prób wznowieniowych i spektakli poprzez kontrolę stanu przygotowania sceny i kulis do spektaklu w tym scenografii, rekwizytów, kostiumów, światła, dźwięku, wideo i innych elementów technicznych; koordynacja przebiegu spektaklu poprzez kontrolę zmian światła, oświetlenia i wideo; w trakcie spektaklu inspicjenci wpuszczają aktorów na scenę w odpowiednim miejscu i czasie; inspicjenci nadzorują wszystkie zmiany techniczne w trakcie spektaklu[3];
- inspicjenci dbają o kształt artystyczny spektaklu poprzez koordynację przepływu informacji między zespołem aktorskim, reżyserem/asystentem reżysera, zespołem technicznym, realizatorami i produkcją;
- po próbie/spektaklu inspicjenci formułują raport z informacjami dotyczącymi przebiegu spektaklu, problemów technicznych i innych ważnych informacji;
- inspicjenci przygotowują tzw. rider wyjazdowy, czyli dokument informujący o wymaganiach inspicjenckich, które musi spełnić teatr przyjmujący spektakl;
- inspicjenci odpowiadają za bezpieczeństwo aktorów na scenie i w kulisach;
- inspicjenci decydują o rozpoczęciu i ewentualnym przerwaniu spektaklu.